# Vector đẩy

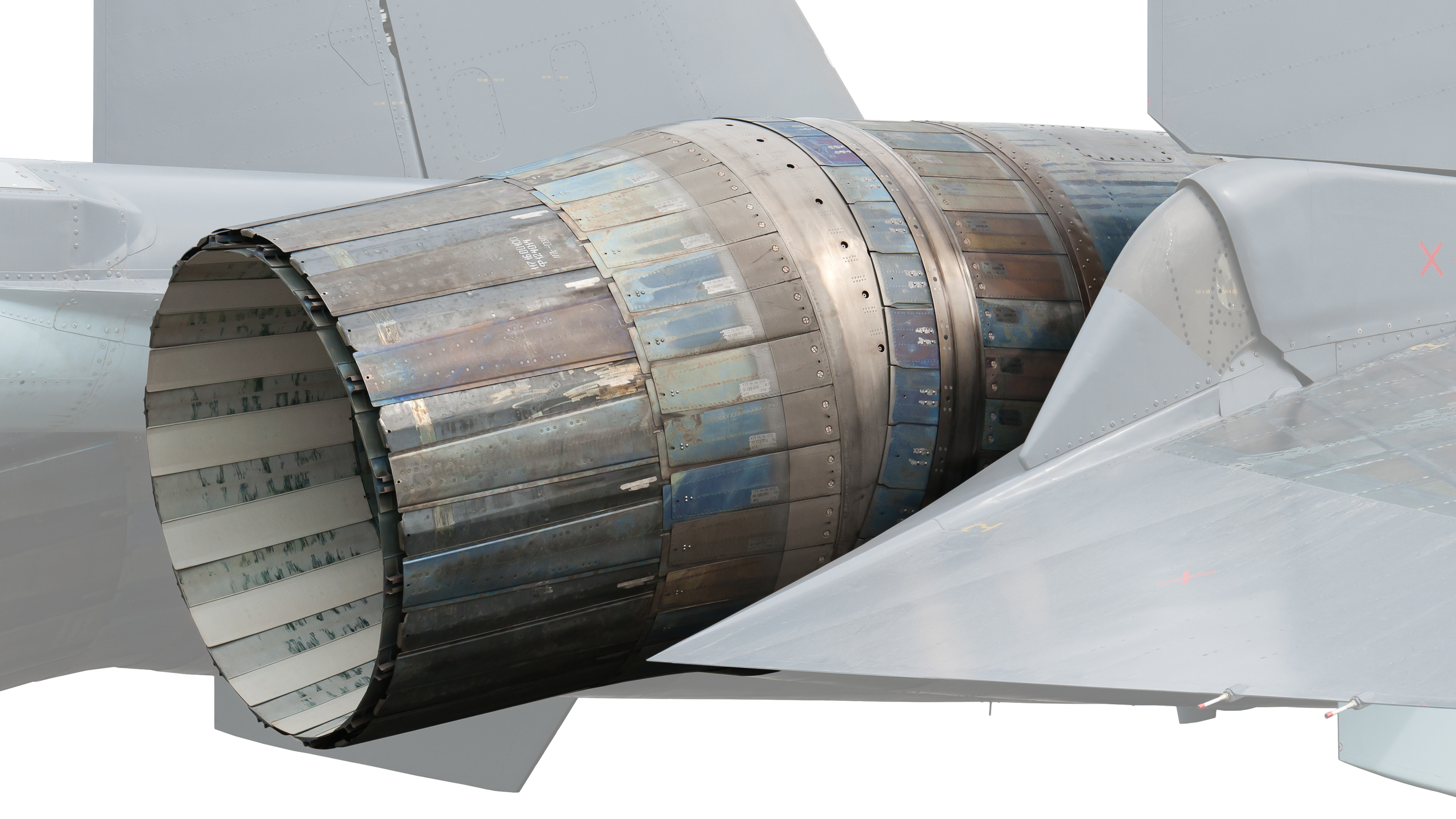
Ống phụt động cơ vector lực đẩy 3 chiều sử dụng trên động cơ turbine phản lực cánh quạt Saturn AL-41F1S được trang bị trên máy bay tiêm kích đa năng Sukhoi Su-35S của Nga

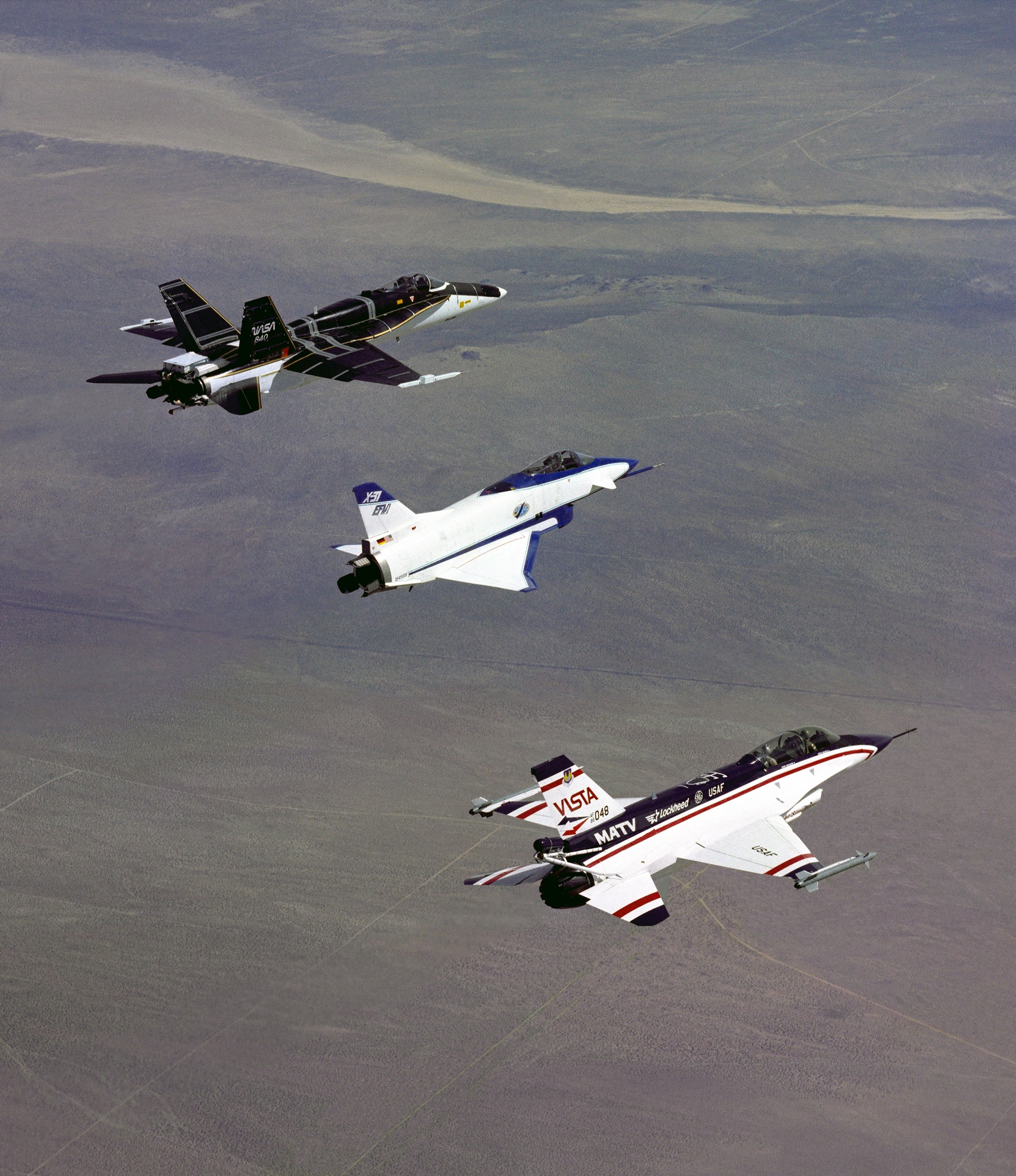
3 chiếc tiêm kích thử nghiệm F-18 HARV, X-31, và F-16 MATV đang bay

Vector đẩy hay còn gọi là điều chỉnh vector đẩy hoặc TVC, là một khả năng của các khí cụ bay, rocket, hoặc các vật chuyển động khác để thay đổi hướng của lực đẩy từ các động cơ hoặc motor để điều khiển cao độ hoặc vận tốc góc của vật chuyển động.
Trong lĩnh vực rocket và tên lửa đạn đạo, điều khiển bay mặt đất có khí động học thường không hiệu quả, nên ý nghĩa chính của vector lực đẩy là điều chỉnh độ cao.
Với máy bay, phương pháp này được nghĩ ra đều làm cho các máy bay có khả năng cất cánh và hạ cánh lên thẳng hoặc đường băng ngắn (V/STOL). Sau đó, người ta nhận ra rằng dùng động cơ vector lực đẩy giúp các máy bay có thể thực hiện được các động tác không làm được khi dùng các động cơ quy ước. Để thực hiện đổi hướng, các máy bay không sử dụng động cơ vector đẩy phải dùng điều khiển mặt đất, như cánh liệng hoặc bánh lái; kỹ thuật sử dụng vector lực đẩy vẫn cần điều khiển đất, nhưng ở mức độ đơn giản hơn nhiều.
Nguyên văn tiếng Nga giải thích rằng: vector lực đẩy thường mang ý nghĩa "bánh lái khí động" hay "điều khiển khí động".